# 钼酸钡
钼酸钡，化学式BaMoO4。

## 性质
钼酸钡为白色粉末、或块状物。其不溶于水，微溶于酸。有毒性。

## 制备
通过混合搅拌钼酸钠溶液与氯化钡溶液，沉淀、洗涤、干燥后即可制得。
{\displaystyle {\rm {\ Na_{2}MoO_{4}+BaCl_{2}\rightarrow BaMoO_{4}\downarrow +2NaCl}}}

## 用途
主要为粘着剂，运用于搪瓷、珐琅等领域。